# Ludwig Späth
Franz Ludwig Späth (ur. 25 lutego 1839 w Berlinie, zm. 2 lutego 1913 w Britz) – niemiecki pomolog, założyciel szkółki ogrodniczej w Neue-Britz. W latach 1889–1913 był prezesem Niemieckiego Stowarzyszenia Pomologów.
Odbył studia z botaniki i nauk przyrodniczych na Uniwersytecie w Berlinie. W 1863 otrzymał w formie umowy kupna-sprzedaży szkółkę, którą od 1720 prowadziła jego rodzina na południowo-wschodnich obrzeżach Berlina, a którą jego ojciec przekształcił w nowoczesną szkółkę artystyczną i handlową. Ok. 1900 firma była największą szkółką drzew na świecie z międzynarodowymi stosunkami handlowymi o powierzchni prawie 225 hektarów. Otaczający dom 4-hektarowy park zbudowany przez Späth'a  w 1874 został również zaprojektowany jako „arboretum” w 1879 z ponad 4000 gatunków roślin. Firma przyczyniła się do rozwoju ogrodnictwa w pierwszej połowie XX wieku i wraz z czołowymi architektami ogrodów zaprojektowała ogrody willowe i parki na terenie całych Niemiec. M.in. w latach 60. XIX w. zrealizowała ogród przy pałacu Scheiblerów w Łodzi, który współcześnie stanowi najstarszy park w Łodzi – Park Źródliska. Za swoje zasługi został odznaczony Krzyżem Oficerskim Orderu Alberta (1876), Orderem Świętej Anny 1 klasy (1897) oraz Orderem Orła Czerwonego III klasy ze wstęgą (1909).